# 율리우스 하인리히 클라프로트

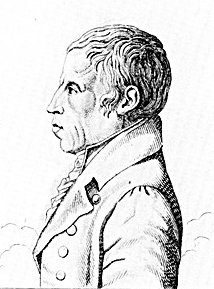
Julius Klaproth

율리우스 하인리히 클라프로트(독일어: Julius Heinrich Klaproth, 1783년 10월 11일 ~ 1835년 8월 28일)는 독일의 동양학자, 탐험가이다.

## 생애
1783년 화학자 마르틴 하인리히 클라프로트의 아들로 베를린에서 태어났다. 그는 젊은 시절부터 아시아의 언어를 공부하여 1802년에는 Asiatisches Magazin을 출판하였다. 이러한 업적으로 인하여 러시아의 상트페테르부르크로 초빙받아 아카데미 교수로 임명되었다. 1805년에는 고로프킨 백작을 중심으로 한, 러시아의 중국 사절단에 합류하였고, 1807년부터 1년간 카프카스에서 그 지역에 대한 민족지학적, 언어학적 측면을 연구하였다. 이후 몇 년간 아카데미에서 동양 관련 서적을 연구하다가 1812년에는 베를린으로 이주하였으며, 1815년에는 파리로 이주하였다. 1816년에는 훔볼트 대학교로 초빙 받아 프로이센의 왕 프리드리히 빌헬름 3세로부터 동양 언어와 문학 교수로 임명되었고, 동시에 저술을 위해 파리에 머무는 것 또한 허용받았다. 그는 1835년 파리에서 사망하였다.

## 저서
1823년과 1831년에 출판된 클라포르트의 저서 중 하나인 Asia polyglotta는 당시 알려져 있던 지식을 종합했을 뿐만 아니라 동양 언어, 특히 러시아에서 사용되는 언어들의 새로운 분류를 제시하였다. 그 외에도 클라포르트는 다음과 같은 책을 저술하였다.
- Itinerary of a Chinese Traveller (1812년)
- Reise in den Kaukasus und Georgien in den Jahren 1807 und 1808 (1812년~1814년)
- Geographisch-historische Beschreibung des östlichen Kaukasus (1814년)
- Tableaux historiques de l'Asie historique, geographique, ethnographique et politique de Caucase (1827년)
- Vocabulaire et grammaire de la langue géorgienne (1827년)

## 같이 보기
- 흉노

 본 문서에는 현재 퍼블릭 도메인에 속한 브리태니커 백과사전 제11판의 내용을 기초로 작성된 내용이 포함되어 있습니다.